# Forrester Research

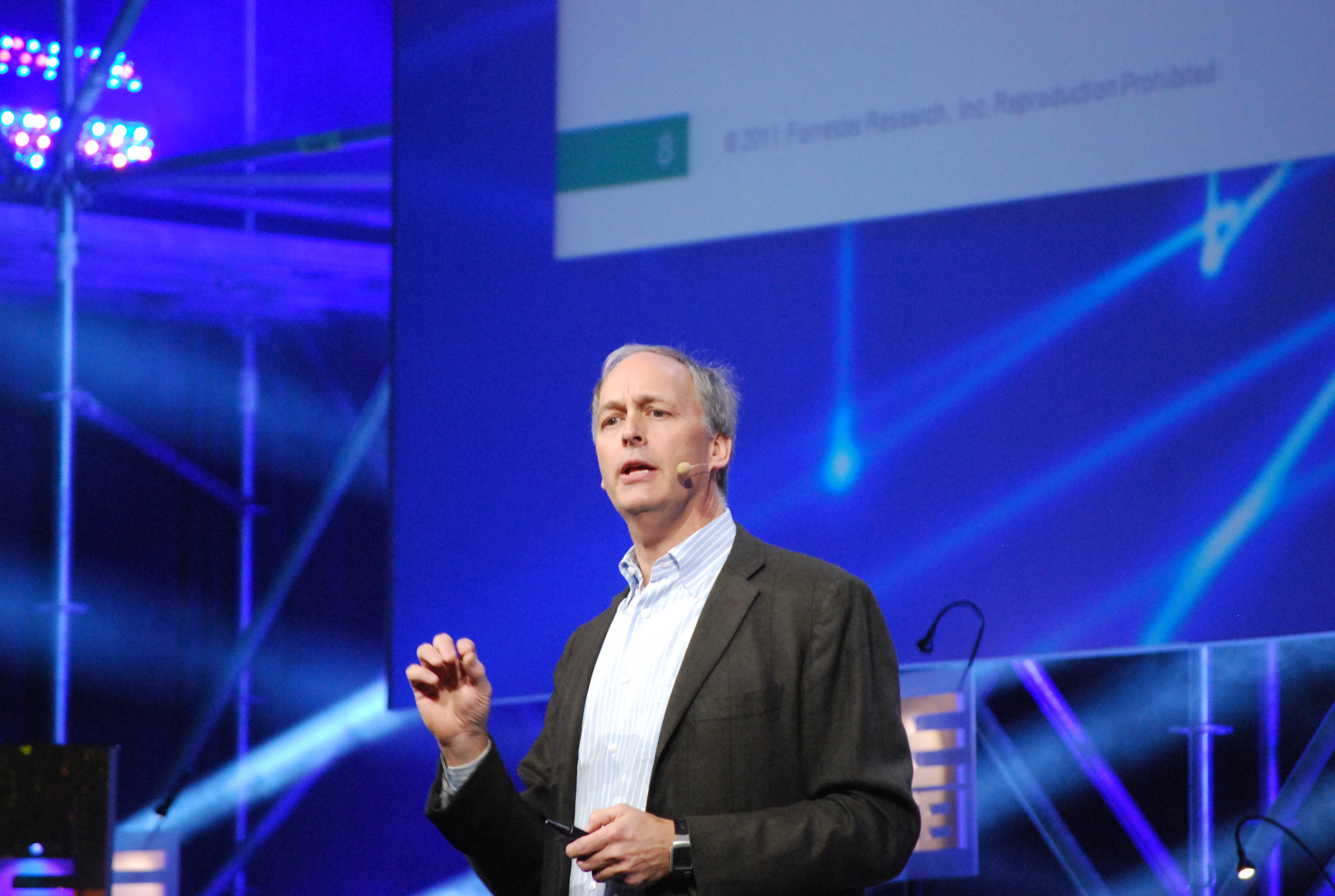
George Colony, CEO da Forrester Research

A Forrester é uma empresa norte-americana de pesquisa de mercado que presta assessoria sobre o impacto existente e potencial da tecnologia para seus clientes e o público. O EBITDA ajustado de 2016 foi de 29,3 milhões de dólares e seu EBITDA ajustado de 2015 foi de 26,5 milhões de dólares.
Oferece uma variedade de serviços, incluindo pesquisa sindicalizada sobre tecnologia relacionada a negócios, pesquisa de mercado quantitativa sobre adoção de tecnologia de consumo, gastos com TI, consultoria e consultoria com base em pesquisa, eventos, workshops, teleconferências e networking entre pares. programas.
A Forrester tem cinco centros de pesquisa nos EUA: Cambridge; Nova Iorque; São Francisco, Califórnia; Washington, D.C.; e Dallas, Texas. Também possui quatro centros de pesquisa europeus em Amsterdã, Frankfurt, Londres e Paris e quatro centros de pesquisa na região da APAC em Nova Deli, Cingapura, Pequim e Sydney. A empresa possui 27 locais de vendas em todo o mundo.

## História
A Forrester foi fundada em julho de 1983 por George Forrester Colony, agora presidente do conselho e diretor executivo, em Cambridge, Massachusetts. O primeiro relatório da empresa, "The Professional Automation Report", foi publicado em novembro de 1983. Em novembro de 1996, a Forrester anunciou sua oferta pública inicial de 2,3 milhões de ações. Em fevereiro de 2000, a companhia anunciou sua oferta pública secundária de 626.459 ações. A empresa adquiriu a Fletcher Research, uma empresa de pesquisa da Internet britânica, em novembro de 1999; A FORIT GmbH, uma empresa alemã de pesquisa e consultoria de mercado, em outubro de 2000, e a Giga Information Group, uma empresa de consultoria e pesquisa de tecnologia da informação sediada em Cambridge, Massachusetts, em fevereiro de 2003. Em julho de 2008, a Forrester anunciou a aquisição da JupiterResearch, sediada em Nova Iorque. A Forrester adquiriu a Strategic Oxygen em 1º de dezembro de 2009 e a Springboard Research em 12 de maio de 2011.
A sede da Forrester sempre esteve em Cambridge: primeiro, perto da Harvard Square, depois na Technology Square e agora no Cambridge Discovery Park (Acorn Park) .

### Primeiro produto de consumo
Em setembro de 2017, a Forrester lançou seu primeiro produto de consumo, um aplicativo para dispositivos móveis Apple e Android, que permite aos consumidores avaliar empresas usando um sistema simples baseado em um semáforo. O aplicativo usa as três cores; vermelho para uma classificação ruim, amarelo para neutro e verde para sempre. Os usuários também podem deixar um comentário e a empresa também pode responder quando um comentário tiver cinco ou mais usuários.

## Liderança
- George F. Colony, presidente do conselho e CEO[4]

## Correção
Em 31 de janeiro de 2006, a empresa anunciou que em 26 de janeiro de 2006 sua empresa de auditoria independente, BDO Seidman, LLP, informou a empresa que incorretamente havia contabilizado opções de ações baseadas em desempenho para comprar 940.500 ações ordinárias concedidas 31 de março de 2005.

## Aquisições
A seguir, uma lista de aquisições da Forrester:
- SiriusDecisions (janeiro de 2019)